# Paronychia capitata
Paronychia capitata là loài thực vật có hoa thuộc họ Cẩm chướng. Loài này được (L.) Lam. mô tả khoa học đầu tiên năm 1779.